# Béa du Roussillon
 (janvier 2013).
La pomme de terre primeur du Roussillon, est une appellation d'origine contrôlée (AOC) qui s'applique à une production de pommes de terre primeurs spécifique du Roussillon (Pyrénées-Orientales, France). Cette production bénéficie également du label européen AOP sous le nom de Béa du Roussillon.
L'appellation AOC est régie par un décret en date du 28 juin 2006 qui précise les conditions à respecter pour bénéficier du label.
La demande d'enregistrement d'une appellation d'origine protégée (AOP) dans le cadre européen a été publiée le 2 juillet 2011et enregistrée le 15 mars 2012.

## Conditions à respecter
Les pommes de terre doivent être cultivées dans des parcelles définies situées dans les communes suivantes 
du département des Pyrénées-Orientales : Alénya, Argelès-sur-Mer, Baho, Bompas, Canet-en-Roussillon, Corneilla-la-Rivière, Elne, Latour-Bas-Elne, Ortaffa, Le Soler, Palau-del-Vidre, Perpignan, Pézilla-la-Rivière, Pia, Saint-Cyprien, Saint-Estève, Sainte-Marie, Saleilles, Théza, Torreilles, Villelongue-de-la-Salanque, Villeneuve-la-Rivière.
Elles doivent également être calibrées et conditionnées à l'intérieur de ces mêmes communes. Le poids des emballages de distribution ne doit pas excéder 15 kilogrammes.
La seule variété autorisée est la 'Béa'.
Le rendement moyen par parcelle ne doit pas dépasser 30 tonnes à l'hectare.
La commercialisation est autorisée du 1er mai jusqu'au 31 juillet de chaque année.

## Histoire
La variété 'Béa' est cultivée en Roussillon depuis 1954.
Le Syndicat de défense de la pomme de terre primeur du Roussillon a été créé en 1997 et l'appellation d'origine contrôlée a été obtenue auprès de l'INAO en juin 2006 sous le nom de « Pomme de terre primeur du Roussillon ».
Le cahier des charges de l'appellation d'origine « Béa du Roussillon » est homologué par le décret no 2011-1566 du 16 novembre 2011, publié au journal officiel le 19 novembre 2011.

## Caractéristiques
Les caractéristiques de la pomme de terre « Béa du Roussillon » sont avant tout celles d'une pomme de terre de primeur : une peau extrêmement fine, une saveur légèrement sucrée, des arômes de légumes primeurs et une texture fondante.
Les pommes de terre commercialisées sous cette appellation doivent avoir un calibre compris entre 28 et 65 mm (celles ayant un calibre de 17 à 28 mm peuvent être vendues sous la dénomination « grenaille ». 
Leur taux de matière sèche doit être inférieur à 20 % au moment du conditionnement.

## Récolte
La Béa se récolte de mai à juillet.